# 1452 az irodalomban
Az 1452. év az irodalomban.

## Születések
- április 15. – Leonardo da Vinci itáliai polihisztor, tudós, feltaláló, festő, szobrász, építész, és egyebek mellett író, költő is volt († 1519)

## Halálozások
- június 26. – Georgiosz Gemisztosz Pléthón bizánci filozófus, neoplatonista. Egyike azon gondolkodóknak, akiknek köszönhető, hogy Nyugaton a görög nyelv és kultúra újra reneszánszát kezdi élni (* 1355 körül)